# درينوفا غلافيكا
درينوفا غلافيكا ( بالسيريلية Дренова Главица) هي قرية في البوسنة والهرسك. وهي تقع في بلدية بوزانسكا كروبا التابعة لكانتون يونا-سانا في اتحاد البوسنة والهرسك. طبقا لنتائج تعداد البوسنة عام 2013، فقد بلغ عدد سكانها 291 نسمة.

## التركيبة السكانية

### التطور التاريخي للسكان
| 1961 | 1971 | 1981 | 1991 | 2013 |
| ---- | ---- | ---- | ---- | ---- |
| 243  | 273  | 391  | 376  | 291  |

## وصلات خارجية
- (بالإنجليزية) Maplandia